# Ricard Chulià Peris
Ricard Chulià Peris (Torrent, 1983) és un filòleg, professor, columnista i analista polític valencià. Vinculat a l'òrbita de la Coalició Compromís, se'l considera una de les figures més mediàtiques i dialèctiques a través del seu corrent intern Bloc i País —del qual és el responsable de comunicació.
Llicenciat en Filologia Catalana per la Universitat de València, va curar un màster en Anàlisi Política en la Universitat Oberta de Catalunya. Ha escrit sobre l'actualitat per a revistes culturals i mitjans de comunicació com Saó, La Veu del País Valencià i El Punt Avui. En 2024, va publicar el llibre País Valencià: Eixida d'emergència, un assaig sobre la sociopolítica i les relacions de dependència econòmica del País Valencià respecte d'Espanya des de l'òptica del valencianisme. Segons l'argumentari de Chulià Peris, el País Valencià ha evolucionat cap a un extractivisme econòmic basat en el turisme i l'especulació i cap a una desnacionalització cultural amb pèrdua d'autonomia i de competències, factors que afavorixen l'infrafinançament, l'empobriment social progressiu dels valencians i la minorització del valencià.